# Vadstena–Fågelsta Järnväg
Vadstena-Fågelsta Järnväg (WFJ)  var en 891 mm smalspårig järnväg mellan Fågelsta och Vadstena i Östergötlands län byggd av Vadstena stad. 

## Historia
När det som blev Hallsberg-Motala-Mjölby Järnväg (HMMJ) planerades diskuterades en dragning från Motala via Skänninge och Vadstena till Mjölby. Vadstenas stadsfullmäktige avslog aktieteckning i HMMJ, och dragning förbi Vadstena ingick inte i koncessionen som HMMJ beviljades 1871. Vadstena stad verkade därefter för en förbindelse med HMMJ och fick koncessionen 2 maj 1873 för en smalspårig järnväg till Fågelsta. Staden fick ta ett obligationslån på 425 000 kr för byggandet och banan öppnades för allmän trafik den 10 oktober 1874. Den 1878 redovisade byggkostnaden var 375 979 kr. Det fanns två stationer, en i Fågelsta, stationshuset gemensamt med HMMJ, och en i Vadstena nordöst om slottet vid nuvarande Arkivgatan med ett spår runt slottets södra sida till hamnen. Det fanns inga stationer eller hållplatser längs banan, utan tågen stannade efter behov. Järnvägen hade när trafiken började ett ånglok, tre personvagnar och arton godsvagnar. Ytterligare ett ånglok införskaffades 1875. Underhållet fanns i Fågelstad i norra delen av bangården med ett lokstall och en vändskiva. Det fanns också ett lokstall med vändskiva i Vadstena.
Järnvägen tyngde skattebetalarna i Vadstena, men efter 10 år var banan skuldfri. Nu ville man förlänga banan till Ödeshög och bilda ett bolag som skulle överta WFJ. Fågelsta-Vadstena-Ödeshögs järnvägsaktiebolag bildades den 6 februari 1886 och köpte WFJ av Vadstena stad. Bildandet av det nya bolaget och fortsättningen finns beskriven i: 

## Nutid
Innan Statens Järnvägar lade ner trafiken 1978 på före detta WFJ, bildades 1974 en museiförening i Vadstena för att bevara järnvägen och miljön runtomkring mellan Vadstena och Fågelsta.

## Källhänvisningar
1. 1 2 3 4  Historiskt om Svenska Järnvägar Vadstena-Fågelsta Järnväg
2. ↑  Lantmäteriet Historiska kartor Vadstena-Fågelsta Järnväg
3. ↑  ”Östergötlands länsmuseum Kulturhistorisk utredning Järnvägen Vadstena – Fågelsta”. Arkiverad från originalet den 4 mars 2016. https://web.archive.org/web/20160304232809/http://www.wfj.se/nyheter/2009/08/Jvg_Vadstena-Fogelstad,_utredning.pdf. Läst 7 november 2011.
4. ↑  Järnvägar i historien Arkiverad 21 oktober 2009 hämtat från the Wayback Machine.
5. ↑  ”Wadstena Fogelsta Järnväg – Historia om WFJ”. https://wfj.se/historia-om-wfj/. Läst 29 september 2021.